# The Brothers García
The Brothers García is een Amerikaanse televisieserie die van 2000 tot 2004 werd uitgezonden op Nickelodeon.
De serie gaat over een hedendaagse familie van latino's.